# Mirjana Karanović
Mirjana Karanović (Beograd, 28. siječnja 1957.) je srbijanska kazališna, televizijska i filmska glumica.

## Životopis

### Karijera
Diplomirala glumu na Fakultetu dramskih umjetnosti u Beogradu, a prvi profesionalni angažman ostvarila je 1980. U kazalištu je ostvarila više od 70 uloga najšireg dijapazona u suvremenom i klasičnom repertoaru. Igrala u Jugoslavenskom dramskom kazalištu čiji je član bila od 1988. do 2001. godine. Prisutna je i na sceni Zvezdara teatra, Beogradskog dramskog kazališta, Kamernog teatra 55, Bitef teatra i Hrvatskog narodnog kazališta u Rijeci. Od 1995. predaje glumu na Akademiji umjetnosti BK u Beogradu gdje je od 2009. i dekanica.
Na filmu je debitirala 1980. naslovnom ulogom u filmu Srđana Karanovića Petrijin venac. Svjetsku slavu stekla je ulogom majke u kultnom filmu Emira Kusturice Otac na službenom putu. Surađivala s najvećim redateljima Yu i srpskog filma (Goran Marković, Lordan Zafranović, Boro Drašković, Veljko Bulajić, Žika Pavlović, Goran Paskaljević, Branko Baletić...) 
Često je svojim izborom uloga izazivala kontroverze. Tako je 2003. postala prva srbijanska glumica koja se pojavila u jednom hrvatskom filmu nakon Domovinskog rata. Riječ je o filmu Svjedoci Vinka Brešana gdje tumači udovicu hrvatskog branitelja zbog čega je cijeli film bio javno prozivan. Godine 2005. podiže još više prašine odigravši glavnu ulogu u filmu Grbavica bosanskohercegovačke redateljice Jasmile Žbanić. 2007. prihvaća ulogu u norveškom filmu Blodsband gdje tumači majku kosovskog Albanca, te je srbijanski mediji ponovno optužuju za antisrpski stav. Ovakav izbor uloga nije joj narušio karijeru, nego joj je donio veliku podršku kulturne javnosti u regiji. Ostali važniji filmovi u kojima je glumila uključuju: Marjuča ili smrt (1987.) Underground (1995.), Bure Baruta (1998.), Život je čudo (2004.), Das Fräulein (2006.) i Na putu (2010.).
Kao glumica aktivna je i na televiziji pa je tako široku popularnost stekla ulogom Radmile u gledanoj seriji Vratiće se rode. 
U brojnim filmovima i predstavama ostvarila je uloge prepune energije i emocija koje se pamte, te je osvojila gotovo sve filmske i kazališne nagrade na ovim prostorima. Filmski kritičari nazivaju je najboljom balkanskom glumicom svih vremena, a s obzirom na opus prepun uloga snažnih, karakternih žena, često je uspoređuju s Meryl Streep. Bila je nominirana i za Europsku filmsku nagradu. 
Istaknuta je i kao borac za ljudska prava pa je tako 2008. dobila nagradu Osvajanje slobode koja se dodjeljuje ženi koja se svojim djelovanjem zalaže za afirmaciju principa ljudskih prava, pravne države, demokracije i tolerancije u društvu, te 2010. nagrade Konstantin Obradović za unaprijeđenje kulture ljudskih prava. Potpisnica je Deklaracije o zajedničkom jeziku, u kojoj se tvrdi da se u Hrvatskoj, Bosni i Hercegovini, Srbiji i Crnoj Gori govore nacionalne standardne varijante zajedničkog policentričnog standardnog jezika.

## Filmografija

### Filmske uloge u dugometražnim filmovima
- "Petrijin vijenac" kao Petrija (1980.)
- "Majstori! Majstori!" kao Dunja (1980.)
- "Pad Italije" kao Mare (1981.)
- "Dvije polovine srca" kao Majka (1982.)
- "Kamiondžije opet voze" kao Alapača (1984.)
- "Život je lijep" kao (1985.)
- "Otac na službenom putu" kao Senija (1985.)
- "Obećana zemlja" kao (1986.)
- "Uvijek spremne žene" kao Majstor (1987.)
- "Na putu za Katangu" kao Zana (1987.)
- "Marjuča ili smrt" kao Marjuča (1987.)
- "Jednog lijepog dana" kao Srce (1988.)
- "Vrijeme čuda" kao Marta (2006.)
- "Sabirni centar" kao Jelena (1989.)
- "Mala" kao Bozidarka (1991.)
- "Bolje od bjega" kao Radmila (1993.)
- "Underground" kao Vera (1995.)
- "Tri ljetnja dana" kao Gazdarica (1997.)
- "Tri palme za dvije bitange i ribicu" kao Direktorica (1998.)
- "Bure baruta" kao Natalia (1998.)
- "Jagoda u supermarketu" kao Vlasnica supermarketa (2003.)
- "Svjedoci" kao Majka (2003.)
- "Život je čudo" kao Nada (2004.)
- "Go West" kao Ranka (2005.)
- "Grbavica" kao Esma (2006.)
- "Gospođica" kao Ruža (2006.)
- "Blodsband" kao Hava (2007.)
- "Tamo i ovdje" kao Olga (2009.)
- "Čekaj me, ja sigurno neću doći" kao Anđa (2009.)
- "Na putu" kao Nađa (2010.)
- "Vir" kao Inspektorica (2012.)
- "Crna Zorica" (2012.)
- "Dnevnik Diane Budisavljević" kao Mira Kušević (2019.)
- "Mare" kao majka (2020.)
- "Ubice mog oca" kao inspektorka Zagorka Obradović (2016. – 2023.)

### Značajnije kazališne uloge
- 1985. Aleksandar Popović: Mriješćenje šarana, redatelj: Dejan Mijač, Zvezdara teatar, uloga: Mica
- 1985. Aleksandar Popović: Pazarni dan, redatelj: Goran Marković, Zvezdara teatar
- 1991. Aristofan: Dozivanje ptica, redatelj: Haris Pašović, Jugoslavensko dramsko kazalište
- 1995. Dejan Dukovski: Bure baruta, redatelj: Slobodan Unkovski, Jugoslavensko dramsko kazalište, uloga: Evdokija
- 2001. David Harrower: Noževi u kokošima, redatelj: Damir Zlatar Frey, Kamerni teatar 55, Sarajevo, uloga: Mlada žena
- 2001. Stefan Kolditz: Eva Braun, redatelj: Gorčin Stojanović, CZKG, uloga: Eva Braun
- 2003. Moliere/Jovanović/Bulgakov: Moliere, redatelj: Dušan Jovanović, Jugoslavensko dramsko kazalište, uloga: Madlena Bežlar
- 2003. Jovan Sterija Popović: Rodoljupci, redatelj: Dejan Mijač, Jugoslavensko dramsko kazalište, uloga: Zelenićka
- 2004. Ödön von Horváth: Talijanska noć, redatelj: Paolo Magelli, Jugoslavensko dramsko kazalište, uloga: Nepoznata
- 2004. Ingmar Viklist: Helverova noć, redatelj: Dino Mustafić, Kamerni teatar 55, Sarajevo, uloga: Karla
- 2006. Thomas Bernhard: Pred mirovinom, redatelj: Dino Mustafić, Jugoslavensko dramsko kazalište, uloga: Vera
- 2007. Biljana Srbljanović: Barbelo, o psima i djeci, redatelj: Dejan Mijač, Jugoslavensko dramsko kazalište, uloga: Kučarka
- 2008. Sarah Kane: Fedrina ljubav, redatelj: Iva Milošević, Jugoslavensko dramsko kazalište, uloga: Fedra
- 2009. Tennessee Williams: Tramvaj zvan žudnja, redatelj: Dino Mustafić, Hrvatsko narodno kazalište u Rijeci, uloga: Blanche DuBois
- 2010. Ivor Martinić: Drama o Mirjani i ovima oko nje, redatelj: Iva Milošević, Jugoslavensko dramsko kazalište, uloga: Mirjana
- 2010. Dino Mustafić: Rođeni u YU, redatelj: Dino Mustafić, Jugoslavensko dramsko kazalište
- 2014. Milena Marković: Zmajeubice, redatelj: Iva Milošević, Jugoslavensko dramsko kazalište

## Vanjske poveznice
- Mirjana Karanović u internetskoj bazi filmova IMDb-u (engl.)